# Mickey Mousecapade
Mickey Mouse: Aventuras en el País de las Maravillas (ミッキーマウス 不思議の国の大冒険 Mikii Mausuu: Fushigii no Kuni no Daibouken) es un videojuego realizado por Hudson Soft para la consola Famicom de Nintendo en 1987.
Fue editado en Estados Unidos en 1988 por Capcom para la NES bajo el nombre de Mickey Mousecapade, sufriendo modificaciones en algunos aspectos.

## Historia
El juego trata sobre las aventuras de Mickey y Minnie a través de cinco difíciles niveles, en los que se tendrán que enfrentar a conocidos personajes de Disney para poder rescatar a Alicia de un profundo sueño.

## Recepción
| Recepción                                                       |              |
| --------------------------------------------------------------- | ------------ |
| Puntuaciones de críticas Publicación Calificación AllGame [ 1 ] |              |
| Puntuaciones de críticas                                        |              |
| Publicación                                                     | Calificación |
| AllGame                                                         | [ 1 ]        |

Skyler Miller de AllGame describió las imágenes como útiles, pero la música como demasiado repetitiva. Miller otorgó al juego dos de cinco estrellas.
IGN lo calificó como el 86.º mejor juego de NES de todos los tiempos.